# Fraizer Campbell
Fraizer Lee Campbell (1987. szeptember 13.) angol labdarúgó.

## Pályafutása

### Tottenham Hotspur FC
2008. szeptember 1-jén a nyári átigazolási időszak legutolsó napján Campbell a Tottenham Hotspurhöz került egyéves kölcsönszerződéssel Dimitar Berbatov Manchester Unitedbe igazolásának részeként. A csapatban 2008. szeptember 18-án debütált, Aaron Lennon cseréjeként lépett pályára az 56. percben az UEFA-kupa első körének első mérkőzésén a lengyel Wisła Kraków ellen. 15 perccel a csere után Campbell előkészítette Darren Bent győztes gólját. Első góljait (2) a Liverpool ellen szerezte a Ligakupa negyedik körében, és gólpasszt adott Roman Pavljucsenkónak a mérkőzés nyitógóljához. A találkozót végül a Tottenham nyerte 4–2-re. 2008. november 15-én Campbell megszerezte legelső Premier League-gólját a Fulham ellen.

## Sikerei, díjai

### Manchester United FC
- FA Community Shield
  - Győztes (1): 2008
- UEFA-szuperkupa
  - Ezüstérmes (1): 2008

### Hull City
- Football League Championship:
  - Play-Off döntő:
    - Győztes (1): 2008

## Külső hivatkozások
- Fraizer Campbell pályafutásának statisztikái a Soccerbase oldalon (angolul)